# مزرعة سجد
مزرعة سجد هي إحدى القرى اللبنانية من قرى قضاء الهرمل في محافظة بعلبك الهرمل.